# Guerra della Lega di Cognac
La guerra della lega di Cognac fu una delle otto guerre d'Italia e fu combattuta tra il 1526 e il 1530 tra Carlo V e Francesco I.

## Antefatto
La prima fase del conflitto tra i sovrani di Francia e gli Asburgo, durata fino al 1526, si era chiusa in maniera favorevole ai secondi. Carlo V infatti, dopo aver sconfitto e fatto prigioniero Francesco I di Francia nella battaglia di Pavia nel 1525, conquistò la Lombardia. Il re francese, per ottenere la propria liberazione fu costretto a firmare una pace molto onerosa, il Trattato di Madrid del 1526, che comportava la rinuncia a tutti i possedimenti francesi in Italia e in Borgogna, dando in ostaggio i propri figli finché non avesse adempiuto alle condizioni del trattato.

## La Lega di Cognac
Tornato in Francia, Francesco I rigettò immediatamente i termini del Trattato di Madrid e, cavalcando il timore degli stati italiani di un'eccessiva egemonia asburgica in Italia, intavolò trattative diplomatiche con papa Clemente VII, la Repubblica di Venezia, la Repubblica di Firenze e altri stati italiani minori volte alla formazione di un'alleanza antiasburgica che prese forma con la nascita della Lega di Cognac; essa, per via della presenza del papa tra gli accordati, fu chiamata anche Seconda Lega Santa (la prima fu la Lega di Cambrai).
La lega fu concordata il 22 maggio 1526 e fu completata l'anno successivo da Enrico VIII d'Inghilterra, che si impegnò alla neutralità.

## La guerra
Prima che la guerra entrasse nel vivo, nel maggio del 1527 i Lanzichenecchi furono protagonisti di un atto che scosse tutta l'Europa: in 12.000 penetrarono a Roma, saccheggiandola e devastandola; papa Clemente VII fu costretto a rifugiarsi a Castel Sant'Angelo e infine a firmare il 29 giugno il Trattato di Barcellona. Di fronte a una tale disfatta il papa ottenne perlomeno il restauro del dominio dei Medici a Firenze (dove nel frattempo si era formata una repubblica antimedicea nel 1527-1530).
Contemporaneamente l'esercito francese aprì le ostilità vere e proprie, sotto la guida del generale Odet de Foix, conte di Lautrec. Il Lautrec prese Genova nel mese di agosto 1527, poi Alessandria, e saccheggiò Pavia il 4 ottobre. Si diresse poi verso Bologna, che lasciò il 10 gennaio 1528 alla volta del regno di Napoli, passando per Fermo evitando Roma; nel tragitto tentò di assediare il castello di Petritoli.
Cinge d'assedio Napoli nell'estate del 1528 ma vi trovò la morte a causa di un'epidemia di peste da lui stesso provocata.

## La pace
Le comuni difficoltà finanziarie dei contendenti e il minaccioso incalzare dei turchi, giunti vittoriosi fino in Ungheria e ormai prossimi ad attaccare i possedimenti asburgici nel centro Europa, costrinsero Carlo V a firmare con Francesco I la Pace di Cambrai, che rafforzò il dominio spagnolo sull'Italia ma che fu, nel complesso, meno svantaggioso per i francesi rispetto al Trattato di Madrid.